# À pied d'œuvre
À pied d'œuvre is een toekomstige Franse dramafilm, geregisseerd en mede geschreven door Valérie Donzelli. De film is gebaseerd op de gelijknamige autobiografische roman van Franck Courtès uit 2023. De hoofdrollen worden vertolkt door Bastien Bouillon, André Marcon en Virginie Ledoyen.

## Verhaal
Een succesvolle fotograaf droomt ervan schrijver te worden en laat alles achter om zich aan het schrijven te wijden maar raakt al snel gedesillusioneerd. Hij meldt zich uit financiële noodzaak aan voor een kleinschalig platform voor klussen en wordt uiteindelijk een handarbeider voor vreemden, om de kost te verdienen.

## Rolverdeling
| Acteur           | Personage |
| ---------------- | --------- |
| Bastien Bouillon |           |
| André Marcon     |           |
| Virginie Ledoyen |           |
| Marie Rivière    |           |

## Productie
Op 18 maart 2024 werd aangekondigd dat Valérie Donzelli de roman À pied d'œuvre van de Franse fotograaf en auteur Franck Courtès zou verfilmen. De film ontving in januari 2025 een avance sur recettes-subsidie van het Franse Centre national du cinéma et de l'image animée (CNC). Bastien Bouillon, Virginie Ledoyen en Marie Rivière werden op 11 februari 2025 aangekondigd als castleden. De film wordt geproduceerd door Alain Goldman voor Pitchipoï Productions in coproductie met France 2 Cinéma.

### Filmopnames
De filmopnames gingen op 17 februari 2025 van start. De film werd gedurende zes weken in en rond Parijs opgenomen.

## Release
À pied d'œuvre zal op 29 augustus 2025 in première gaan op het Filmfestival van Venetië in de competitie voor de Gouden Leeuw.

## Prijzen en nominaties
De belangrijkste:
| Jaar | Prijs                    | Categorie    | Genomineerde(n)  | Uitslag       |
| ---- | ------------------------ | ------------ | ---------------- | ------------- |
| 2025 | Filmfestival van Venetië | Gouden Leeuw | Valérie Donzelli | In afwachting |